# 灰鰭近鰕鱂
灰鰭近鰕鱂，為輻鰭魚綱鯉齒目鰕鱂亞目溪鱂科的其中一種，為熱帶淡水魚，分布於南美洲巴西托坎廷斯河流域，體長可達2公分，棲息在氾濫平原底中層水域，生活習性不明。

## 擴展閱讀
維基物種上的相關：灰鰭近鰕鱂